# 太平洋公司
太平洋公司（PacifiCorp）是一家服务于美国西部的電力公司，现为伯克希尔哈撒韦的子公司。公司成立于1910年，当时叫做太平洋电力和电灯公司（Pacific Power & Light），1984年重组为控股公司太平洋公司（PacifiCorp）。